# 이400형 잠수함

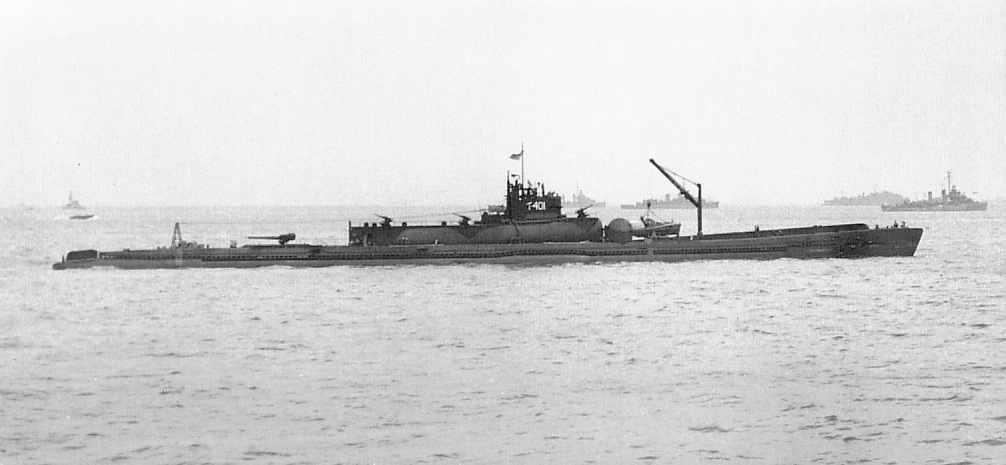

I-400급 잠수함(일본어: 伊四〇〇型潜水艦, 영어: I-400 class submarine)은 태평양전쟁 중의 일본 해군의 잠수함의 함급. 정식으론 이호제사백형잠수함.(伊號第四百型潜水艦) 별명인 센토쿠형(潛特型)이라고도 부른다. 또 이 함급의 계획축소로 인한 벌충으로 준센갑형(巡潜甲型)을 개조한 I-23급 잠수함이 외관 상 매우 흡사하다.

## 개요
3기의 특수공격기 『세이란(晴嵐)』을 탑재하여 잠수항모라는 속칭도 있다. 제2차 세계대전 중에 취항한 잠수함 중 최대의 크기이며 전장은 미 해군의 가토급 잠수함을 37m나 웃돈다. 이론적으로는 지구를 한바퀴반 돌 수 있다는 장대한 항속거리를 자랑하며 일본 본토로부터 지구 상 어디에나 임의로 공격을 펼칠 수 있으며 공격 후 일본에 귀항도 가능하였다. 큰 덩치의 선체(배수량 3350톤은 경순양함 유우바리와 비교해보아도 더 크다)를 가졌지만 수중성능은 양호했다. 급속잠항에 요하는 시간은 1분이었다.
미 본토를 생물병기(주로 페스트균, 탄저균 등의 세균병기로 노보리토 연구소, 731부대가 실험, 개발)로 공격하는 작전이 고안되었는데 비인도적이라는 이유에서 우메즈 요시지로에 의해 중지되었다. 또 대서양연안에서부터 이동하는 함정의 경유지인 파나마 운하를 탑재기로 공격하는 작전이 고안되었는데 이 잠수함이 만들어질 무렵 일본 해군은 연합군에 의해 본토 주변의 제해, 제공권을 모두 잃었으며 더욱이 독일이 항복하여 주요함정이 태평양에 있었기에 파나마 운하공격은 이미 때늦은 발상이었다. 동형함 3척이 취항했는데 모두 구체적인 전과를 세우기도 전에 종전을 맞이했고 미군이 접수, 조사한 후 냉전에 의해 당시 소련으로의 정보유출을 염려하여서 해몰처분하였다.
종전 직후 미군이 접수했을 때 그 장대한 크기에 미군 사령관이 경악하였다.

## 개발경위
일본 해군의 참멸작전으로서 "잠수함에 의한 적 함대 공격"이라는게 있었는데 그 일환으로 미 서해안까지 진출하여 미 함대를 공격할 수 있는 항속거리가 긴 배(순양잠수함 I-1급 잠수함 등)를 구상했다. 그 후 1942년에 건조가 검토되는 이 함에 "미국의 요충지인 파나마 운하를 공격하기 위한 공격기 탑재가 가능한 배"라는 것이 대두되는데 이것이 누구에 의해서 언제 발안되었는지는 불명이다.(유력한 설은 야마모토 이소로쿠에 의함이라는 것. 그는 이것으로 미 동부해안을 공격할 수 있는지 생각했다고 한다.)
해군은 이 배 이전에도 항공기를 탑재가능한 잠수함을 건조했는데(이호제오잠수함, 이호제십이잠수함) 여기에 탑재하는 기체는 「영식 소형 수상정찰기」라는 공격기로서는 사용이 불가능한 기체였기 때문에 새롭게 수상공격기 세이란이 개발되었다. 설계당초엔 I-400은 세일부와 일체화한 격납통 안에 비행기를 2기 탑재할 예정이었다.
1942년의 카이마루5계획으로 18척의 건조가 계획(설계번호 S50)되었는데 불리한 전황에 아울러 계획은 5척으로 축소되었고 최종적으로 3척이 완성되었다. 건조계획의 축소를 벌충하기 위해 1척당 탑재기 수는 3기로 증가되고 또 건조도중인 갑형 잠수함을 세이란 2기가 탑재가능한 잠수항모로 개조하였다. (I-13급 잠수함:I-13, I-14)
또 「잠수항모」는 어디까지나 속칭으로 항모는 제로전투기같은 "함상기를 운용할 수 있는 군함"이며 I-400이나 기타 수상기를 운용할 수 있는 잠수함은 정확히는 「잠수 수상기모함」적인 함이라는데 유의할 필요가 있다. 덧붙여서 다수의 항공기를 운용할 수 있는 전함, 순양함은 (이도 속칭이지만) 「항공전함」이나 「항공순양함」이라고 부르는게 보통이며 「전함항모」, 「순양항모」라고 부르지는 않는다.

## 구조
통상적으로 복각식선체의 잠수함은 하나의 수밀된 통으로 되어있는 내각과 그 외부에 메인탱크, 보조탱크 등을 두고 더욱이 선체를 감싸는 외각으로 구성되어있다. I-400에서는 2개의 통을 병렬하고 통의 일부를 합착한 내각을 채용했다. 이 때문에 함의 단면도가 안경과 같은 형태가 되었다. 이 내각의 외부를 외각이 감싸고 있으며 함의 전고를 억제하여 안정성을 높일 수 있었다. I-400의 내각상방에는 수밀된 비행기 격납고 통, 사령탑, 이를 일체화 한 세일 등 대형상부 구조물을 설치해야만 했기에 안정성의 확보는 중요한 문제였다. 또 안경형 선체는 I-51에서도 채용된 구조이다.
사출기에는 4식 1호 10형을 채용했다. 휴가, 야마토에도 채용된 1식 2호 사출기보다도 40cm정도 크고 최대 5톤의 항공기를 사출했다. 사출동력은 압착공기이다.

## 전력
제6함대 사령부에 의해 당초 파나마 운하, 샌프란시스코나 LA 등 서해안부의 공격이 검토되었다. 1944년 12월에 발생한 동남해지진 및 본토공습으로 아이치항공기의 공장이 파괴되었기 때문에 세이란의 완성이 연장되었다. 1945년 3월 I-400은 탑재항공기와 공동훈련을 종료했는데 이 시점에서 I-13, I-14에는 세이란이 탑재되지 않았고 격납고는 빈 상태였다. 작전목표의 재선정이 이뤄지고 최종적으로 1945년 6월 12일 경 울리시 환초에 정박하고 있는 미 기동부대를 공격하기로 결정한다.
작전참가함은 제1잠수대에 편성되었다. I-400, I-401이 공격부대로 선정되었다. 공격부대에 선행하여 잠수항모로 개조된 I-13, I-14가 정찰용 수상정찰기 사이운을 추크 섬에 수송할 계획이었다. 이들 사이운 정찰기는 작전목표인 울시 캠프를 정찰할 예정이었다. I-58의 인디아나폴리스 격침 후 엄중해진 미군의 초계선에 I-13이 걸렸고 7월 16일에 미 호위항모의 함재기와 수상부대에 의해 I-13은 격침되었다. 하지만 I-14는 수송에 성공하여 추크에 입항. 사이운을 양륙하여 작전의 1단계가 성공하였다.
이에 의해 제1잠수대의 공격예정일은 8월 17일로 회합을 하고 결정하였다. 하지만 포츠담선언 수락으로 전쟁은 끝났고 직전에 전신으로 작전은 중지, 정전명령을 받는다. 본토로 귀항하던 도중 I-400은 도쿄만 동북 500해리에서 I-401은 산리쿠에서 미군에게 나포되었다. 이 때 미군이 촬영한 I-400의 승조원 컬러영상이 남아있으며 이후 일본의 보도 프로그램에서 공개되었다.

## 참고자료
- 잡지 〈마루〉 편집부 《사진 일본의 군함 제12권 잠수함》(코진샤 1990년) ISBN 4-7698-0462-8
- 키로지로《잠수함입문》코진샤NF문고 1998년 ISBN 4-7698-2199-9
- 《역사군상 No.34 미 본토폭격을 기도한 거대잠수항모 I-400잠 대연구》학습연구사, 1998년
- 내셔널지오그래픽 일본군의 극비잠수함

## 같이 보기
- 잠수항공모함(영어판)
  - 일본군의 잠수항공모함(영어판)